# Dropit
Dropit AB  var ett konsultföretag som arbetade med strategi, kommunikation och teknik på nätet. Dropit grundades 1996 av Jesper Nyhlin och Anders Runhem. Omsättningen 2006/2007 uppgick till cirka 65 miljoner kronor, medeltal anställda var 60 stycken.
Bolaget köptes i maj 2006 upp av Guide och är numer ett dotterbolag till det norska företaget EDB. Den 15 april 2010 samlade EDB alla dotterbolag, inkl. Dropit, under det nya gemensamma varumärket EDB. Det som var Dropit blev då affärsområdet Digitala affärer inom EDB:s konsultverksamhet. 
Affärsområdet Digitala Affärer har ett helhetserbjudande som innefattar förstudie, strategi och analys till idé, koncept, design, systemutveckling, drift och förvaltning. Oavsett om det gäller webbplatser, kampanjer, intranät eller aktiviteter i sociala medier.
EDB-koncernen har ca 10 000 anställda och är ett av Nordens största IT-bolag.